# Энгестрём, Ларс фон

Герб Энгстрёма

Граф Ларс фон Энгестрём (швед. Lars von Engeström; 24 декабря 1751, Стокгольм — 19 августа 1826, Янковице (ныне Великопольское воеводство, Польша)) — шведский государственный деятель, политик, дипломат, первый министр иностранных дел Швеции (1809—1824), педагог, ректор Лундского университета с 1810 по 1824 год.

## Биография
Сын епископа шведской церкви. Изучал право в Лундском университете. В 19-летнем возрасте поступил на работу в канцелярию короля Адольфа Фредрика, а затем Густава III, где служил в течение двенадцати лет. Затем перешёл на дипломатическую работу. В 1782—1787 годах был шведским поверенным в делах в Вене, с марта 1788 года по май 1792 года — посланником в Варшаве. В 1793—1795 годах — посол Швеции в Лондоне, с 1795 года — посол в Вене. В 1798—1803 годах — посол Швеции в Пруссии.
В 1810 году был избран членом Шведской королевской академии наук.